# 胡耀邦下台
胡耀邦下台是一件影响中国大陆进程的政治事件。是指1987年1月，以鄧小平為首的掌权的中共元老对时任中国共产党最高领导人、中央委员会总书记胡耀邦的一次政治行动，并迫使胡耀邦辞职下台。
由于胡耀邦深入民心的改革作风，以及整个下台程序存在的瑕疵，使得史学界对此颇为争议。而此事也为两年后的后续胡耀邦之死、六四事件埋下伏笔。

## 背景
1986年5月，作为元老代表的邓小平约胡耀邦到家中谈论中共十三大人事安排。胡耀邦说：“我已年过70了，十三大一定要下来。”邓小平说：“我、陈云、先念都全下。你要下就半下，不再当总书记，而再当一届军委主席或国家主席，到时候再说。”:340
1986年8月22日，邓小平过81岁生日，在北戴河设宴，表示在两年后的中共十三大上全退，胡耀邦信以为真。10月，他在中共中央政治局会议上公开表态，说“今天我就十分具体和坦白地讲，我赞成小平同志带头退下来，这是一个很好的带头。只要小平同志退，别的老同志的工作就好做。我的总书记任期满了，也下来，充分给年轻的同志让路。” 
胡耀邦的讲话得到了國務院副總理万里、中共中央书记处书记杨得志、全国人大副委员长聂荣臻、倪志福和国家副主席乌兰夫的赞同，中央书记处书记习仲勋还在会上发表了支持胡耀邦的讲话；却招致王震等人的反对。此后，胡耀邦的权力被削弱。1986年10月，邓小平把人事权交给了中顾委副主任薄一波，安排由薄一波等7人组成的小组（薄一波、杨尚昆、宋任穷、姚依林、王震、伍修权、高扬）分头征求党内对十三大的人事安排意见。
1986年12月，中国科学技术大学开始的学潮蔓延到北京，中共元老將學潮的爆發歸咎自由化知識分子煽動、以及胡耀邦的纵容；而此前1985年5月10日，香港《百姓》雜誌的陸鏗在中南海訪問胡耀邦，将采访内容整理成《胡耀邦訪問記》發表在同年6月出版之《百姓》半月刊上，也被中共保守派和既得利益集团视为纵容资产阶级自由化的罪证之一:334。1986年12月30日，胡耀邦打算召开政治局常委会，讨论中央书记处关于处理学潮的意见；邓小平不同意开会，并要胡耀邦到他指定的地点谈话。邓小平认为学生运动是“几年来反对资产阶级自由化思潮旗帜不鲜明、态度不坚决的结果”，并责问胡耀邦“你难道没有责任？”胡耀邦回答说：“我保留我的意见。”邓小平说：“不是保留，而是要你马上站出来坚持四项基本原则，否则就放任了资产阶级自由化。”

## 经过
1987年元旦，《人民日报》发表社论，强调四项基本原则的重要性，抨击资产阶级自由化，这被认为是为群众做思想准备:552。当夜，在鄧小平家裡，陳雲、薄一波、彭真、王震、宋任窮等中共元老商议胡耀邦的去留问题。1月6日，中共中央发布以邓小平关于处理学生示威指示要点的一号文件:552；同日，邓小平通知胡耀邦參加“党内生活會”。1月10日-15日，在由中顾委副主任薄一波主持、有二三十名高级干部参加的“党内生活會”上，連續几天指责胡耀邦的“问题”；邓小平与陈云因地位太高不宜出面，国家主席李先念因在上海没有参加:553。
胡耀邦在生活会上首先作了检讨，承认自己有“错误”，但试图做出一些辩解:1303-1304。之后胡耀邦遭众人轮流批判。薄一波认为胡耀邦到基层视察的次数太多、地区太广，指责他是在“游山逛景，嘩眾取寵”；杨尚昆和王震指责胡耀邦站错路线（即资产阶级自由化）；宋任穷则批判胡耀邦对邓小平的态度。此外，邓力群通过五个小时的发言痛斥胡耀邦的作为，称胡耀邦对四项基本原则和反精神污染运动关注不够、没有做到团结全党、主要使用跟自己观点相同的人、在重要的人事任免上没有遵循老领导的意见等。赵紫阳发言批评胡耀邦“不守纪律”、“标新立异，搞些噱头”，“大概是想在国内外树立一个开明形象”。赵紫阳并表示如果邓小平陈云不在了，他无法再和胡耀邦共事，必须辞职:1185。而被胡耀邦视为朋友的王鹤寿也落井下石将私人讲话公开。在所謂的生活會上，只有中共中央政治局委員兼中央书记处书记習仲勛支持胡耀邦，斥責元老們动用文革式手段逼总书记下台是不正常的、是违反党的原则的。習仲勳當時曾指着薄一波怒斥。在1月15日生活会结束前，胡耀邦作了最后的检讨，他表示要为自己的全部错误承担责任。但是他也要求组织继续调查自己是否真有野心，是否搞过派系。生活会结束后，有人看到胡耀邦在会议厅的台阶上黯然落泪:1186。
最终，在连续七天的批斗之下，政治局于1月16日召開扩大会议。陈云在会上说，胡耀邦“没有把工作做好”，“让一百多个部级单位向他提交报告，却不解决要害问题”。“到下面乱跑”，“没有把精力用在他本应深入研究的主要问题上”。“没有定期召开政治局会议和常委会议”。陈云又说，他“批评过胡耀邦以后曾希望胡耀邦能改正错误，可是胡耀邦显然没有完全理解他的意思”。在选拔干部上，胡耀邦“只选自己圈子里的人”:1307-1309。会议以举手通过的方式批准了胡耀邦的请辞，并推选赵紫阳为代理总书记，推选赵紫阳代理总书记的理由是他在地方工作和在国务院负责经济工作期间都有成绩。会议也肯定了胡耀邦工作中的成绩。但胡耀邦保留了政治局常委的名义，只是排名降到最后。1月19日，中共中央三号文件列举了胡耀邦解除职务的原因：“抵制党为反对精神污染和资产阶级自由化而作出的努力，纵容全盘西化的要求；没有充分坚持四项基本原则，只批左不批右；在经济工作中鼓励经济过快增长和消费，造成经济失控；在政治工作中经常违反程序；在外事活动中说了一些不应该说的话；经常不遵守党的决议，未经中央授权就讲话”:1313-1314。此外，李立功曾提出由华国锋接任胡耀邦，但却因此遭邓小平严厉批评。
在中共十三届一中全会上，胡耀邦仍以接近全票当选中共中央政治局委员；而当初卖劲倒胡的邓力群和胡乔木，则在选举中因得票最少而落选。尽管胡耀邦被闲坐，他仍然获得中共党内改革派、知识分子及学生的欢迎。1987年12月30日，胡耀邦接受邓小平的邀请去邓家打桥牌，邓问胡对自己的问题是不是想通了，胡没有回答:1190-1195。